# PC1512
PC1512 ime je za IBM PC kompatibilno računalo koje je proizvodila britanska tvrtka Amstrad. Na tržištu se pojavilo 1986., a početna cijena bila je £499 koja je znatno uspjela otvoriti europsko tržište za IBM PC kompatibilna računala.

## Tehnička svojstva
- Sklopovlje
  - Mikroprocesor: 8086
  - Koprocesor: podnožje za 8087
  - Takt: 8 MHz
- Glavna/radna memorija: 512Kb, proširvo do 640Kb
- Grafika/tekst
  - CGA
- Sekundarna memorija
  - jedna ili dvije disketne jedinice 5 1/4" zapremine 360 KB
  - tvrdi disk 10 MB ili 20 MB
- Zaslon
  - Monokromni
  - CGA (u boji)